# Ulrich Kalmbach
Ulrich Kalmbach (* 3. Januar 1959 in Magdeburg) ist ein deutscher Historiker und Museologe.

## Leben und Wirken
Nach dem Abitur in Magdeburg und der Ausbildung zum Elektronikfacharbeiter in Greifswald absolvierte Ulrich Kalmbach seinen Wehrdienst. Im Anschluss arbeitete er im erlernten Beruf bzw. auch als Siebdrucker und Graveur und ab 1981 als Beleuchter am Opernhaus in Karl-Marx-Stadt, wo seine Ehefrau ihre Tätigkeit als Sonderschulpädagogin aufgenommen hatte. Nach der Geburt des ersten Kindes zog die Familie nach Ummendorf bei Magdeburg, wo Kalmbach im Agrarhistorischen Museum als Hausmeister und Betriebshandwerker arbeitete.
1986 bis 1989 absolvierte er ein Direktstudium an der Leipziger Fachschule für Museologen. Am 1. September 1989 übernahm er die Leitung des Johann-Friedrich-Danneil-Museums in Salzwedel, nachdem diese Position durch die Abtrennung des Freilichtmuseums Diesdorf und die Konzentration des bisherigen Gesamtleiters Peter Fischer auf die Entwicklung des Freilichtmuseums neu zu besetzen war.
Im Danneil-Museum gestaltete er die Eingliederung des heutigen Jenny-Marx-Hauses, das während der DDR zu einem „Museum über die Familie Marx“ ausgebaut worden war, und setze die sukzessive Neugestaltung der Dauerausstellung in der Propstei in den 2010er-Jahren um.
Ein Schwerpunkt seiner Arbeit mit mehreren Veröffentlichungen und kuratierten Ausstellungen bildeten die Aufarbeitung des Nationalsozialismus in Salzwedel und die Dokumentation von Gedenkorten im Altmarkkreis Salzwedel.
Am 31. März 2025 trat Kalmbach nach 35-jähriger Tätigkeit im Johann-Friedrich-Danneil-Museum in den Ruhestand und übergab seine Position an seinen Nachfolger Alexander Berberich. Kalmbach wirkt weiterhin im Vorstand des Altmärkischen Geschichtsvereins, aus dessen seit der Gründung 1836 angewachsenen Sammlung das Danneil-Museum im Jahr 1932 hervorgegangen war.

## Werke (Auswahl)
- Das Bild der Alten Marck. Die Altmark in historischen Landkarten, Salzwedeler Museen, Salzwedel 1994.
- Ulrich Kalmbach, Jürgen M. Pietsch: Der Weinberg-Altar von Lucas Cranach d. J. aus der Mönchskirche in Salzwedel, Edition Akanthus, Spröda 1996, ISBN 3-00-001066-1.
- Lasst es ruhn!? Salzwedel im Nationalsozialismus. Katalog der Ausstellung zur Geschichte Salzwedels in der Zeit des Nationalsozialismus 1933-1945, (Salzwedeler Museen [Hg.]: Schriften zur Regionalgeschichte Bd. 2), Pietsch Edition Schwarz-Weiss, Spröda 1999, ISBN 3-00-005208-9.
- Ulrich Kalmbach, Jürgen M. Pietsch: Zwischen Vergessen und Erinnerung. Stätten des Gedenkens im Altmarkkreis Salzwedel (Salzwedeler Museen [Hg.]: Schriften zur Regionalgeschichte Bd. 3), Pietsch Edition Schwarz-Weiss, Spröda 2001, ISBN 3-00-008442-8.
- Ulrich Kalmbach, Angelika Limmroth, Rolf Hecker: Jenny Marx 1814–1881. Eine couragierte Frau zwischen Salzwedel und London, Salzwedel 2014, DNB 1047891468 (Katalog zur Dauerausstellung im Jenny-Marx-Haus).
- Albert Wande (1862–1936). Fotografische Wanderungen, Initia, Uelzen 2023, ISBN 978-3-947379-34-7.